# نبرد اوچیده‌هاما (دوره نانبوکوچو)

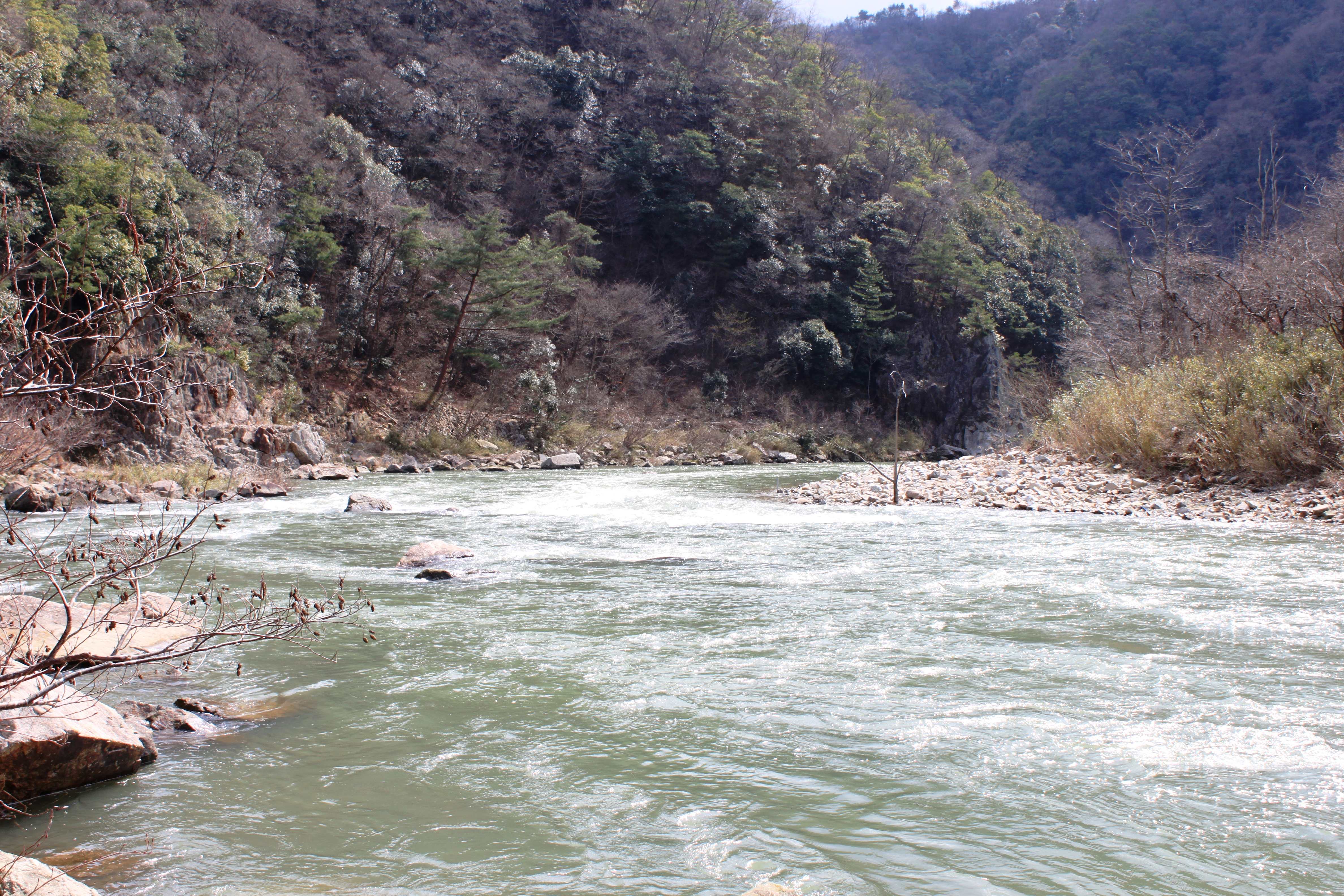
مکان وقوع جنگ

نبرد اوچیده‌هاما (به ژاپنی: 打出浜の戦い うちではまのたたかい)، یکی از نبردها در دوران آشوب کاننو در دوره نانبوکوچو. در مارس ۱۳۵۱ بود، نبردی در اوچیده-هاما، ولایت ستسو (شهر آشیا، استان هیوگو) بین نیروهای آشیکاگا تادایوشی و نیروهای برادر بزرگترش آشیکاگا تاکائوجی و ملازم تاکائوجی، کو نو مورونائو درگرفت. در این نبرد آشیکاگا تادایوشی پیروز شد.